# ルートヴィヒ1世 (ヘッセン方伯)
ルートヴィヒ1世（ドイツ語：Ludwig I., 1402年2月6日 - 1488年1月17日）は、ヘッセン方伯（在位：1413年 - 1458年）。1416年まで後見人のもとで在位した。

## 生涯

### 領土政策
ルートヴィヒ1世の統治下においても、これまでのヘッセン方伯とマインツ大司教との間の権力をめぐる対立が続いていた。1419年および1433年に、ルートヴィヒはハインリヒ2世の下で失われたヴェラ川流域の町を取り戻すことに成功した。1425年より大規模な軍事衝突が勃発し、フルダ修道院長のヨハン1世・フォン・メルラウは、マインツ大司教コンラート3世・フォン・ダウンにより領地から追放されルートヴィヒの保護下に置かれた。1427年7月23日にフリッツラーの数km南にあるクライネングリス近郊、および1427年8月10日にフルダ近郊において、ルートヴィヒはゴットフリート・フォン・ライニンゲンが指揮する大司教の軍を破った（マインツ＝ヘッセン戦争）。ルートヴィヒの勝利は、1427年12月8日の「フランクフルト和平」で確認された。このようにして、マインツ大司教の主張は最終的に認められなかった。一方、ルートヴィヒは1447年にハインリヒ3世・フォン・ブラウンシュヴァイク＝グルーベンハーゲンに対しては勝利することができなかった。
ルートヴィヒは、1432年にヘルスフェルト修道院、1443年にコルヴァイ修道院の叙任権を獲得し、1437年から1456年の間に、ヴァルデック＝リンダウ（1431年）、ヴァルデック＝ヴァルデック（1438年）、ザイン＝ヴィトゲンシュタイン（1439年）、プレッセ（1447年）、リッペ（1449年）、ビューレン（1456年）、リートベルク（1456年）など、いくつかの伯爵家と領土に対する主権を獲得した。これらの中で最も重要なのはツィーゲンハイン伯領（1437年）であり、その領地は以前にヘッセン方伯領の2つの主要部分を分離していた。1450年にヨハン2世の死によりツィーゲンハイン家の男系が絶えたとき、ルートヴィヒはニッダ伯領を含むこの領地を没収した。さらに、パーダーボルン司教領およびエアフルトとミュールハウゼンの都市に対する保護と叙任権があった。
1450年の聖年に、ルートヴィヒはローマへ巡礼を行い、サンタ・マリア・デッラニマ教会の帳簿に署名している。

### 国内政策
1421年、すべての職人ギルドは、前例のない自由と権利を保証する新しいギルド文書を受け取った。都市では、ルートヴィヒは市民の代表機関を永続的に市民に確保することで、父親が始めた議会の権限の制限を継続させた。また、上ヘッセンの最も重要な都市において、1430年ごろに憲法により街区長（Viertelsmeister）を復活させた。これは父ヘルマン2世によって導入されたが、1414年にルートヴィヒの後見人ブラウンシュヴァイク＝リューネブルク公ハインリヒ1世によって廃止されていた。
ザクセン選帝侯フリードリヒ2世の義弟であったルートヴィヒは、ヘッセン方伯として初めてマイセンのグロッシェン硬貨を参考にヘッセンのライオンを刻印したグロシェン硬貨を鋳造した。また、ルートヴィヒは1436年11月にザクセンの通貨改革に参加した。

### 結婚政策
1446年、ルートヴィヒはフィリップ1世・フォン・カッツェンエルンボーゲンとの間で、2人の子供であるハインリヒ3世とアンナとの結婚を合意した。フィリップ1世の息子たちが早世したため、最終的に1479年にヘッセン家が裕福なカッツェンエルンボーゲン伯領を継承することとなったが、これはヘッセンにとって財政的に重要であった。

## 継承
ルートヴィヒの死後、ヘッセン方伯領は以下の様に2子で分割相続された。
- 下ヘッセン（本拠地はカッセル） - ルートヴィヒ2世が相続
- 上ヘッセン（本拠地はマールブルク/ラーン） - ハインリヒ3世が相続

2人は1470年まで、互いの支配権と主権の境界をめぐって争い、1469年には両者の間で戦争が勃発した。このヘッセン内戦は、1470年5月に後にケルン大司教となる弟ヘルマンの仲介によりようやく終結した。

## 子女
1436年9月13日にザクセン選帝侯フリードリヒ1世の娘アンナ（1420年6月5日 - 1462年9月17日）と結婚し、以下の子女が生まれた。
- ルートヴィヒ2世（1438年 - 1471年） - 上ヘッセン方伯
- （1440年 - 1483年） - 下ヘッセン方伯
- ヘルマン（1449年 - 1508年） - ケルン大司教（1480年 - 1508年）
- エリーザベト（1453年 - 1489年） - ヨハン3世・フォン・ナッサウ＝ヴァイルブルク（1441年 - 1480年）と結婚
- フリードリヒ（1458年 - 1463年）